# Fidel Castro
Fidel Alejandro Castro Ruz ( audio), född 13 augusti 1926 i Birán i Holguín på Kuba, död 25 november 2016 i Havanna, var en kubansk advokat, revolutionär, politiker och militär. Han styrde Kuba först som premiärminister 1959–1976 och därefter som president från 1976 till 2008. Under hans ledning blev Kuba en kommunistisk enpartistat.
Castro tog makten 1959 efter ett inbördeskrig mot den dåvarande diktatorn Fulgencio Batista och etablerade en vänsternationalistisk regim med marxistiska drag som överlevde Grisbuktsinvasionen, Kubakrisen och Östblockets sammanbrott. Den radikala kursriktningen ledde till USA:s totala blockad mot landet som fortgått och utvecklats trots kritik från FN som varje år sedan 1992 i Generalförsamlingen krävt att den upphör (där USA och Israel är ensamma om att rösta mot). Efter att Fidel insjuknat 2006, 79 år gammal, övertog hans bror Raúl Castro den ledande rollen för landets politik. Vid kommunistpartiets kongress i april 2011 lämnade Castro slutligen posten som partiordförande.

## Biografi

### Tidigt liv till den 26 juli 1953

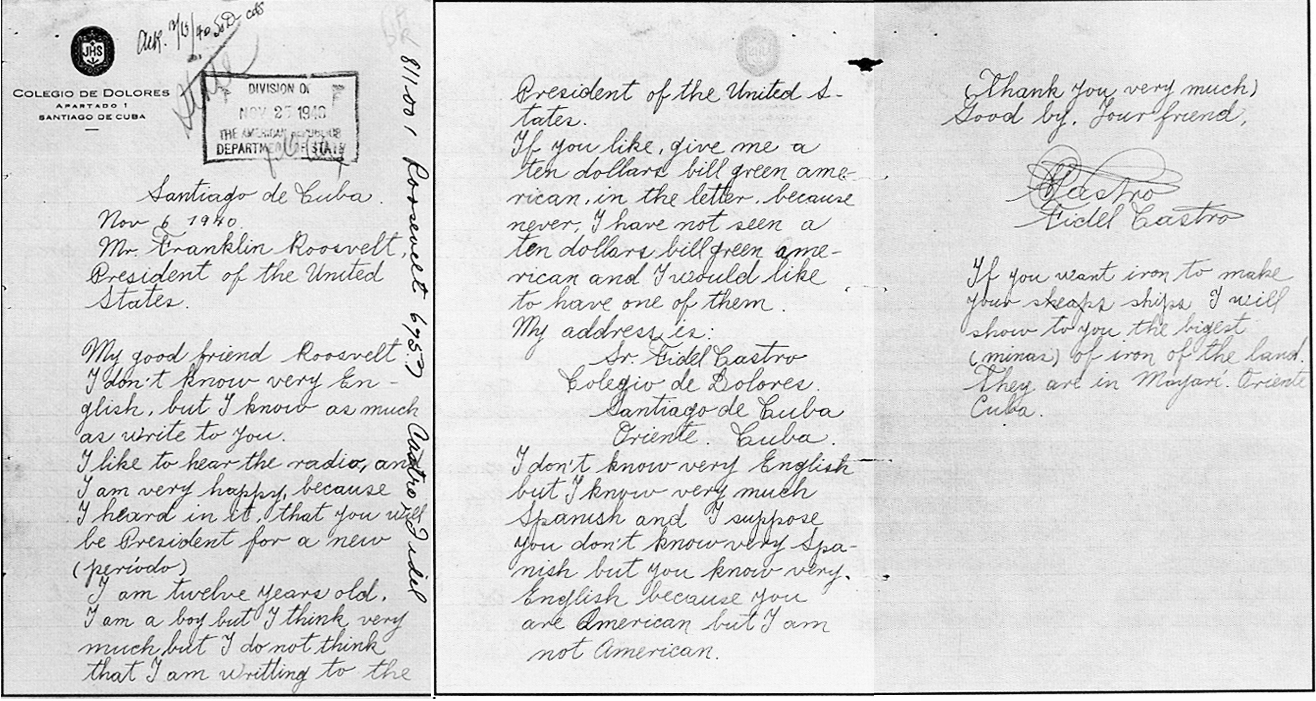
Brev skrivet av en 14-årig Castro (men i brevet låtsas han vara 12 år) 1940 till USA:s dåvarande president Franklin D. Roosevelt i vilket han ber om en 10-dollarsedel.

Castro föddes den 13 augusti 1926 i en förmögen familj med spanskt påbrå. Han hade två bröder, Ramón och Raúl, och fyra systrar, Angelita, Juanita (1933-2023), Enma, och Agustina. Syskonskarans föräldrar var Angel Ruiz y Argiz och Lina Ruz Gonzalez. Fadern hade blivit förmögen genom sockerrörsodling. Han identifierade sig själv som jude-spanjor. Castro inledde sitt politiska engagemang under universitetstiden, där han tog juridikexamen på två år som privatist, efter att inledningsvis intresserat sig mer för sport. Castro engagerade sig i nationalistiska och vänsterliberala Kubas folkparti och kandiderade 1952, efter partiordföranden Eduardo Chibas självmord (vid vilket Castro närvarade) till delegathuset, Kubas underhus. Efter Fulgencio Batistas statskupp i mars, som avblåste valen, ansåg han att en väpnad kamp för regimskifte och demokrati var nödvändig. Den 26 juli 1953 angrep han och ett hundratal kamrater militärkasernen Moncada i Santiago de Cuba. Upproret krossades och åtskilliga av upprorsmännen avrättas, dock inte Castro eller hans bror och senare efterträdare Raúl.

### Gerillakriget 1956–1959
Under rättegången, i vilken han dömdes till 15 års fängelse höll Castro ett fyra timmar långt tal avslutat med frasen La historia me absolvera ("Historien kommer att frikänna mig"). Efter två år i fängelse på Isla de Pinos (senare omdöpt av honom själv till Isla de la Juventud, "Ungdomens ö") släpptes han tillsammans med brodern och gick i exil i Mexiko. En styrka på sammanlagt 81 man, inklusive bröderna själva och Ernesto 'Che' Guevara, färdades med båt i december 1956 från ett utbildningsläger i Mexiko till Kuba på fartyget Granma. Då de anlände väntade polisen på dem, och bara tolv man lyckades levande undkomma till Sierra Maestra för att där bilda kärnan i en gerillarörelse.

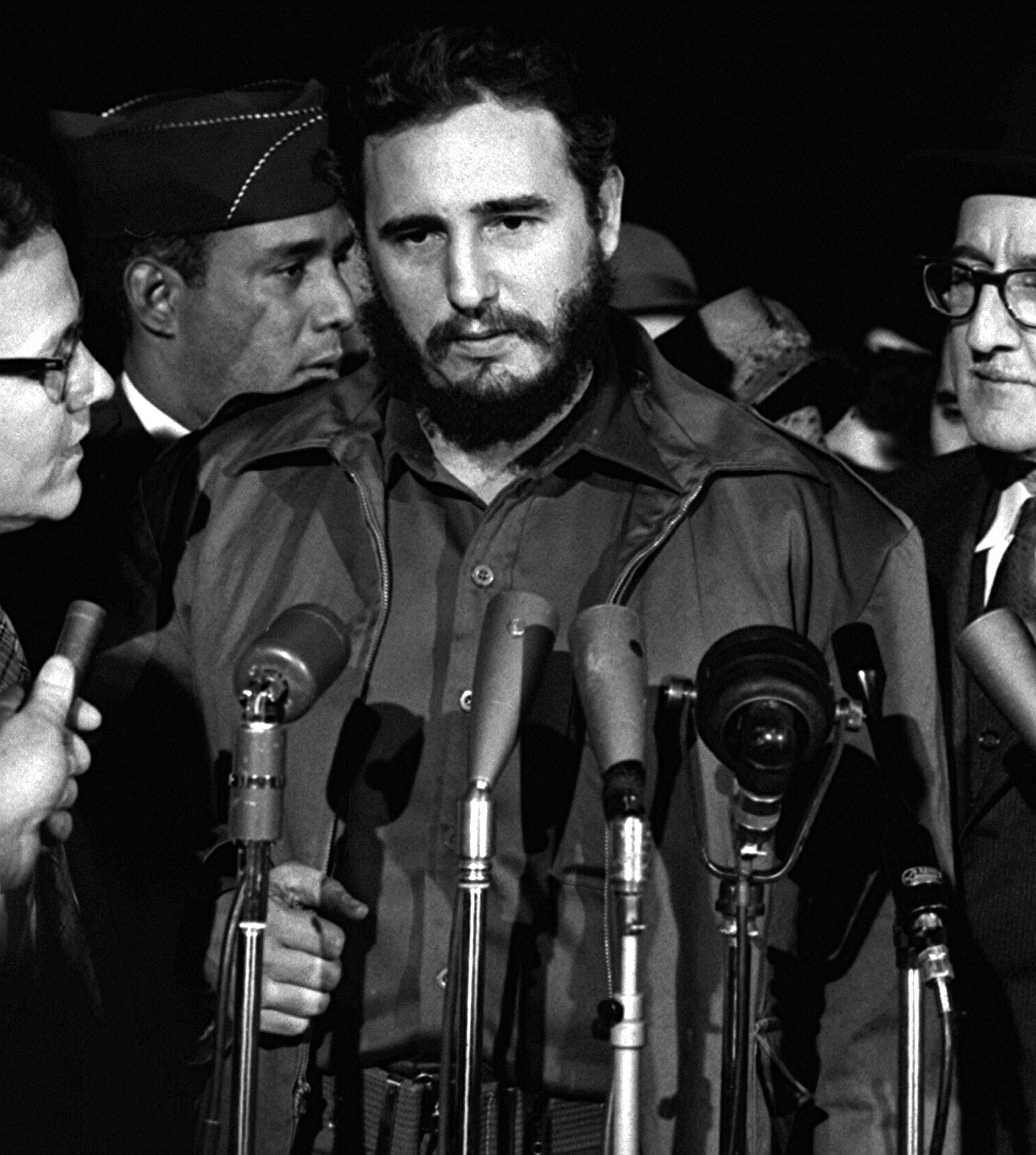
Fidel Castro 1959.

I en intervju med The New York Times under sin tid som gerillaledare bedyrade Castro att hans mål inte var att själv gripa makten utan endast att återupprätta den demokratiska grundlag som införts 1940 (ironiskt nog som höjdpunkten på den då folkvalde Batistas politiska karriär).
Efter att regeringen Batista fallit 1 januari 1959 och de första revolutionärerna tågat in i Havanna påstod Castro att han var emot klasskampen och diktatur, och skulle göra sig av med alla kommunister. Hans ledstjärna var José Martí och inte Marx, Engels eller Lenin, och först i februari antog han formellt rollen som premiärminister. Castro kom på kollisionskurs med USA:s president Eisenhower när han talade om Kubas revolution som den första i "vårt Amerika" och utmanade USA:s dominans i området. 14 juni genomfördes ett första försök att sprida revolutionen genom en invasion av Dominikanska Republiken, vilken misslyckades. Stöd från utlandet för kontrarevolutionära uppror spädde på schismen och Castro intog en mer antiamerikansk ståndpunkt. Den amerikanska Eisenhoweradministrationens blev mer negativ efter att den nya ledningen förstatligat amerikanska egendomar värda en miljard US-dollar, och när ersättning erbjöds till de forna ägarna avvisades det av en absolut majoritet.  Som politisk bas till regimen bildade Castro ORI 1961, i vilket hans ursprungliga parti Kubas folkparti och det gamla kommunistpartiet (då PSP) inlemmades, och byggde upp en sovjetinspirerad och effektiv kontrollapparat med "revolutionära försvarskommittéer" och sig själv som Máximo Líder ("Högste ledare"). En sovjetdelegation anlände 1960 till Havanna och det sovjetiska inflytandet började göra sig tydligt. Det CIA-organiserade och av president John F. Kennedy godkända invasionsförsöket vid Grisbukten via Nicaragua 1961 misslyckades kapitalt och öppnade för Kuba som en socialistisk stat med band till Sovjetunionen.
Redan före invasionsförsöket meddelade amerikanska bolag att de kände sig hotade och antydde att Castro bröt mot internationell lag när han ville genomföra förstatligandet av privatägda egendomar. Utrikesdepartementet i USA visade också de sitt missnöje men förstatligandet genomfördes ändå. En dag före invasionen, den 16 april 1961, utfördes bombflygningar mot flygplatser i Kuba. Castro angrep USA genom att hävda att de tillät och uppmuntrade dessa bombflygningar.
1961 införde Castros regim en socialistisk stat grundad på planekonomi, nationaliserade utbildning och sjukvård och införde ett kommunistiskt enpartivälde (först 1965 fick ORI det formella namnet PCC, Kubas kommunistiska parti).

### Kalla kriget
Från att från början ha varit svagt positiv till Castro övergick inställningen i USA först till en period av likgiltighet över vad som hände på Kuba. Senare började USA vidta åtgärder som skulle hindra utvecklingen av den nya ideologiskt avvikande staten. USA inledde sin embargopolitik och försökte fälla Kuba genom ekonomiska sanktioner. Politiken gick ut på att all export till Kuba skulle stoppas, och två år senare, 1962, även all import från Kuba. Blockaden har sedan moderniserats och internationella företag och banker som handlar eller verkar med Kuba riskerar att fällas av amerikansk domstol till dryga böter med hänvisning till USA:s embargo-lagstiftning vilket isolerar landet ytterligare. Ön kompenserades till del genom frikostiga lån från Sovjetunionen och även Kina, och sponsrades genom sockerexporter till priser över världsmarknadspriset och importer av övriga varor till lägre priser. Blockaden har emellertid fortgått in i modern tid och orsakar varje år stor ekonomisk och hälsorelaterad skada för Kubanerna och anses vara olaglig och oförsvarlig enligt internationell rätt, varför FN årligen tar ställning mot den 

#### Mordförsök på Castro
I Fabian Escalantes bok 638 Ways to Kill Fidel Castro : The Basis of a New Channel Four UK Documentary (publicerad i september 2006) hävdar författaren att CIA har planerat och/eller utfört 638 mordförsök på kommunistledaren, och då medräknas inte försöken att störta hans regering (varav det mest kända är invasionsförsöket vid Grisbukten). Fidel Castro själv har uppgett siffran 734.
I juni 2007 offentliggjorde CIA hundratals hemligstämplade dokument som internt kallas Familjejuvelerna och som innehåller information om organisationens olagliga operationer. Där beskrivs bland annat hur CIA i september 1960 anlitade maffiamännen Johnny Roselli, Sam Giancana och Santos Trafficante för att mörda den kubanske ledaren. Giftpiller levererades således till en kontaktperson på Kuba, Juan Orta, som maffian alltså hade en hållhake på, men efter flera veckors försök att förgifta Castro fick Orta kalla fötter och avsade sig uppgiften. Orta föreslog en annan person, som också gjorde ett antal misslyckade försök. Uppdraget gick sedan vidare till en av ledarna för Kubas exiljunta, Anthony Verona, men det avbröts strax efter det misslyckade invasionsförsöket vid Grisbukten, och giftpillren lämnades således tillbaka till CIA.

### Efter Kalla kriget

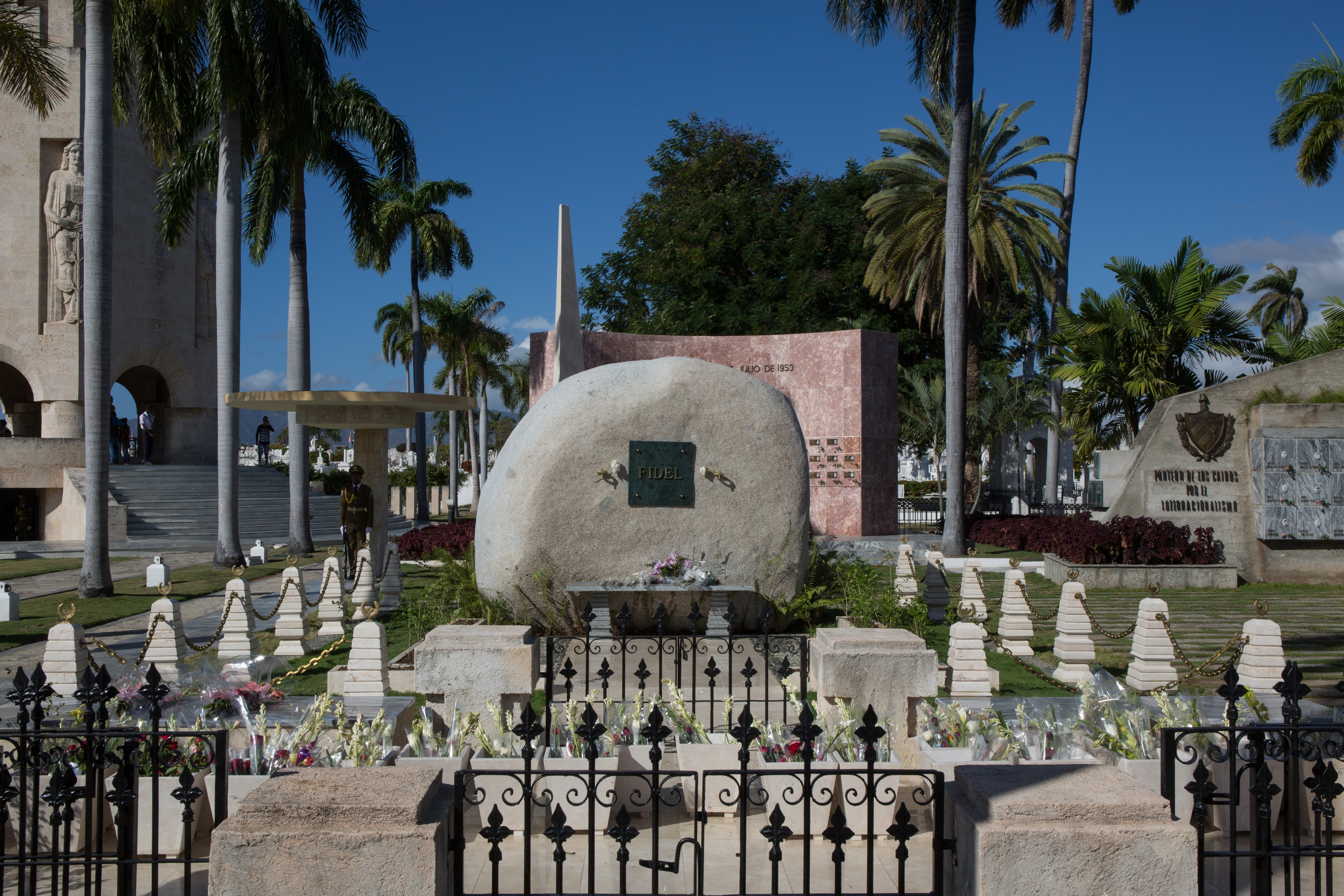
Santa Ifigenia

När Bill Clinton blev USA-president 1993 försökte han mildra de ansträngda relationerna med Kuba och fyra år senare välkomnades expresidenten Jimmy Carter av Castro på ön. Vid påven Johannes Paulus II:s besök på Kuba 1998 skedde ett visst närmande till den katolska kyrkan. En större grundlagsrevidering genomfördes 1992, varmed direkta val till parlamentet och Kubas roll som "sekulär" stat snarare än "ateistisk" fastställdes. Det kommunistiska partimonopolet bestod emellertid.
Den 31 juli 2006, veckor före sin 80-årsdag överlämnade Castro tillfälligt ansvaret för landets styre till vicepresidenten Raúl Castro på grund av sjukdom efter hemkomsten från en längre rundresa i Latinamerika. Orsaken sades vara att Castro skulle genomgå en tarmoperation. Den 19 februari 2008 meddelade Castro att han inte tänker ställa upp som presidentkandidat efter valet samma år och vid utgången av hans mandat valdes brodern Raúl Castro till president och därmed stats- och regeringschef samt högste befälhavare. Castro efterträddes slutgiltigt som förstesekreterare i partiet vid kommunistpartiets partikongress i april 2011 av brodern, efter nära ett halvsekel på posten.
Castro avled den 25 november 2016 och kremerades dagen därpå. Den 4 december begravdes han i Santiago de Cuba.